# جوليان ماكدونالد
جوليان ماكدونالد (بالإنجليزية: Julien Macdonald)‏ هو مصمم أزياء بريطاني، ولد في 19 مارس 1971 في Merthyr Tydfil ‏ في المملكة المتحدة.